# Athlétisme aux Jeux africains de 2011
Navigation
Alger 2007 Brazzaville 2015
Les épreuves d'athlétisme des Jeux africains de 2011 se déroulent du 11 au 15 septembre 2011 au Stade national (Estádio Nacional) de Maputo, au Mozambique.

## Résultats

### Hommes
| Épreuves                    | Or                                                                            | Argent                                                                              | Bronze                                                                                |
| --------------------------- | ----------------------------------------------------------------------------- | ----------------------------------------------------------------------------------- | ------------------------------------------------------------------------------------- |
| 100 m Vent : -0,4 m/s       | Amr Seoud 10 s 20                                                             | Ben-Youssef Méité 10 s 28                                                           | Obinna Metu 10 s 29                                                                   |
| 200 m Vent : +1,7 m/s       | Idrissa Adam 20 s 66                                                          | Ben-Youssef Méité 20 s 76                                                           | Obakeng Ngwigwa 20 s 94                                                               |
| 400 m                       | Rabah Yousif 45 s 27                                                          | Tobi Ogunmola 45 s 82                                                               | Mark Mutai 46 s 52                                                                    |
| 800 m                       | Taoufik Makhloufi 1 min 46 s 32                                               | Boaz Lalang 1 min 46 s 40                                                           | Job Kinyor 1 min 46 s 52                                                              |
| 1 500 m                     | Caleb Mwangangi Ndiku 3 min 39 s 12                                           | Collins Cheboi Kiprotich 3 min 39 s 72                                              | Taoufik Makhloufi 3 min 39 s 99                                                       |
| 5 000 m                     | Moses Kipsiro Ndiema 13 min 43 s 08                                           | Yenew Alamrew Getahun 13 min 43 s 33                                                | Abayneh Ayele Woldegeo 13 min 43 s 51                                                 |
| 10 000 m,                   | Ibrahim Jeilan 28 min 18 s 22                                                 | Bedan Karoki Muchiri 28 min 19 s 32                                                 | Azmeraw Bekele 28 min 20 s 61                                                         |
| Semi-marathon               | Lelisa Desisa 1 h 04 min 31 s                                                 | Kenneth Kipkemoi 1 h 04 min 44 s                                                    | Bekana Tolesa 1 h 04 min 51 s                                                         |
| 20 km marche                | Hassanine Sebei 1 h 24 min 53 s                                               | Hédi Teraoui 1 h 26 min 44 s                                                        | Gabriel Ngintedem 1 h 32 min 08 s                                                     |
| 110 m haies Vent : +2,0 m/s | Othmane Hadj Lazib 13 s 48                                                    | Selim Nurudeen 13 s 61                                                              | Samuel Okon 13 s 75                                                                   |
| 400 m haies                 | Abderahmane Hamadi 50 s 48                                                    | Kurt Couto 51 s 04                                                                  | Julius Oletygor 51 s 15                                                               |
| 3 000 m steeple             | Birhan Getahun 8 min 17 s 36                                                  | Roba Gari 8 min 18 s 42                                                             | Sisay Korme 8 min 20 s 72                                                             |
| 4 × 100 m                   | Nigeria Peter Emelieze Obinna Metu Benjamin Adukwu Ogho-Oghene Egwero 38 s 93 | Ghana Abdul Aziz Zakari Emmanuel Appiah Kubi Ashhad Agyapong Timothy Abeyie 38 s 95 | Botswana Pako Seribe Fanuel Kenosi Thapelo Ketlogetswe Obakeng Ngwigwa 39 s 09        |
| 4 × 400 m                   | Kenya Julius Rotich Vincent Mumo Anderson Mutegi Mark Mutai 3 min 3 s 10      | Nigeria James Godday 3 min 5 s 26                                                   | Botswana Sakatea Kamberuka Obakeng Ngwigwa Tshepo Kelaotse Isaac Makwala 3 min 5 s 92 |
| Saut en hauteur             | Mohamed Younis 2,25 m                                                         | Kabelo Kgosiemang 2,20 m                                                            | William Woodcock 2,15 m                                                               |
| Saut à la perche            | Larbi Bourrada 5,00 m                                                         | Mourad Souissi 4,00 m                                                               | Non attribuée                                                                         |
| Saut en longueur            | Luvo Manyonga 8,02 m                                                          | Ignisious Gaisah 7,86 m                                                             | Ndiss Kaba Badji 7,83 m                                                               |
| Triple saut                 | Tosin Oke 16,65 m                                                             | Issam Nima 16,54 m                                                                  | Hugo Mamba-Schlick 16,17 m                                                            |
| Lancer du poids             | Yasser Farag 19,73 m                                                          | Jaco Engelbrecht 18,89 m                                                            | Roelie Potgieter 18,68 m                                                              |
| Lancer du disque            | Yasser Farag 63,20 m                                                          | Victor Hogan 62,60 m                                                                | Russell Tucker 55,98 m                                                                |
| Lancer du marteau           | Mostafa Abdel Hamed 75,00 m                                                   | Chris Harmse 74,66 m                                                                | Hassan Abdel Gawad 69,70 m                                                            |
| Lancer du javelot           | Julius Yego 78,34 m                                                           | Bernard Crous 72,68 m                                                               | Friday Osanyade 71,01 m                                                               |
| Décathlon                   | Jangy Addy 7 985 pts                                                          | Guillaume Thierry 7 481 pts                                                         | Ali Kamé 7 458 pts                                                                    |

### Femmes
| Épreuves                    | Or                                                                                   | Argent                                                                                      | Bronze                                                                                                 |
| --------------------------- | ------------------------------------------------------------------------------------ | ------------------------------------------------------------------------------------------- | --- |
| 100 m Vent : +2,5 m/s       | Oludamola Osayomi 10 s 90 (w)                                                        | Blessing Okagbare 11 s 09                                                                   | Gloria Asumnu 11 s 26                                                                                  |
| 200 m Vent : +1,9 m/s       | Oludamola Osayomi 22 s 86                                                            | Vida Anim 23 s 06                                                                           | Tjipekapora Herunga 23 s 50                                                                            |
| 400 m                       | Amantle Montsho 50 s 87                                                              | Ami Mbacke Thiam 51 s 77                                                                    | Tjipekapora Herunga 51 s 84                                                                            |
| 800 m                       | Annet Negesa 2 min 01 s 81                                                           | Fantu Magiso 2 min 03 s 22                                                                  | Sylvia Chesebe 2 min 04 s 16                                                                           |
| 1 500 m                     | Irene Jelagat 4 min 13 s 67                                                          | Joyce Chepkirui 4 min 13 s 71                                                               | Tezita Bogale 4 min 14 s 41                                                                            |
| 5 000 m                     | Sule Utura 15 min 38 s 70                                                            | Emebet Mengistu 15 min 40 s 13                                                              | Pauline Korikwiang 15 min 40 s 93                                                                      |
| 10 000 m                    | Sule Utura 33 min 24 s 82                                                            | Wude Ayalew 33 min 24 s 88                                                                  | Pauline Korikwiang 33 min 26 s 17                                                                      |
| Semi-marathon               | Mare Dibaba 1 h 10 min 47 s                                                          | Mamitu Molissa 1 h 10 min 52 s                                                              | Helalia Johannes 1 h 11 min 12 s                                                                       |
| 20 km marche                | Chaima Trabelsi 1 h 40 min 35 s (GR)                                                 | Olfa Lafi 1 h 41 min 25 s                                                                   | Aynalem Eshetu 1 h 42 min 19 s                                                                         |
| 100 m haies Vent : +4,2 m/s | Seun Adigun 13 s 20 (w)                                                              | Jessica Ohanaja 13 s 36                                                                     | Rosa Rakotozafy 13 s 55                                                                                |
| 400 m haies                 | Ajoke Odumosu 56 s 26                                                                | Wenda Theron 57 s 13                                                                        | Kou Luogon 57 s 34                                                                                     |
| 3 000 m steeple             | Hyvin Jepkemoi 10 min 00 s 50                                                        | Hiwot Ayalew 10 min 00 s 57                                                                 | Birtukan Adamu 10 min 02 s 22                                                                          |
| 4 × 100 m                   | Nigeria Gloria Asumnu Agnes Osazuwa Damola Osayomi Blessing Okagbare 43 s 34         | Ghana Janet Amponsah Flings Owusu-Agyapong Beatrice Gyaman Vida Anim 44 s 33                | Cameroun Fanny Appes Ekanga Charlotte Mebenga Amombo Marie Gisele Eleme-Asse Delphine Atangana 45 s 00 |
| 4 × 400 m                   | Nigeria Omolara Omotosho Margaret Etim Bukola Abogunloko Ajoke Odumosu 3 min 31 s 21 | Sénégal Mame Fatou Faye Aminata Le Bouard Ndeye Fatou Soumah Amy Mbacke Thiam 3 min 32 s 21 | Kenya ? Grace Miroyo Kidake ? Sakari Joy Nakhumicha 3 min 37 s 37                                      |
| Saut en hauteur             | Doreen Amata 1,80 m                                                                  | Uhunoma Osazuwa 1,80 m                                                                      | Lissa Labiche 1,80 m                                                                                   |
| Saut à la perche            | Dora Mahfoudhi 3,60 m                                                                | Alima Ouattara 3,20 m                                                                       | Non attribuée                                                                                          |
| Saut en longueur            | Blessing Okagbare 6,50 m                                                             | Sarah Ngo Ngoa 6,46 m                                                                       | Tahani Romaissa Belabiod 6,46 m                                                                        |
| Triple saut                 | Baya Rahouli 14,02 m                                                                 | Kene Ndoye 13,74 m                                                                          | Otonye Iworima 13,53 m                                                                                 |
| Lancer du poids             | Auriel Dogmo 16,03 m                                                                 | Veronica Abrahamse 15,70 m                                                                  | Sonia Smuts 15,02 m                                                                                    |
| Lancer du disque            | Kazai Suzane Kragbe 56,56 m                                                          | Elizna Naudé 53,63 m                                                                        | Alifatou Djibril 46,46 m                                                                               |
| Lancer du marteau           | Amy Sène 61,48 m                                                                     | Sarah Bensaad 59,65 m                                                                       | Rana Ahmed Ibrahim 58,57 m                                                                             |
| Lancer du javelot           | Justine Robbeson 55,53 m                                                             | Gerlize de Klerk 52,27 m                                                                    | Lindy Agricole 51,26 m                                                                                 |
| Heptathlon                  | Margaret Simpson 6 172 pts                                                           | Gabriella Kouassi 5 714 pts                                                                 | Selloane Tsoaeli 5 590 pts                                                                             |

## Tableau des médailles
| Rang  | Nation         | Or | Argent | Bronze | Total |
| ----- | -------------- | -- | ------ | ------ | ----- |
| 1     | Nigeria        | 10 | 6      | 5      | 21    |
| 2     | Éthiopie       | 6  | 7      | 7      | 20    |
| 3     | Kenya          | 5  | 5      | 7      | 17    |
| 4     | Algérie        | 5  | 2      | 2      | 9     |
| 5     | Égypte         | 4  | 0      | 2      | 6     |
| 6     | Tunisie        | 3  | 3      | 0      | 6     |
| 7     | Afrique du Sud | 2  | 8      | 3      | 13    |
| 8     | Cameroun       | 2  | 1      | 3      | 6     |
| =9    | Soudan         | 2  | 0      | 0      | 2     |
| =9    | Ouganda        | 2  | 0      | 0      | 2     |
| =11   | Côte d'Ivoire  | 1  | 4      | 0      | 5     |
| =11   | Ghana          | 1  | 4      | 0      | 5     |
| 13    | Sénégal        | 1  | 3      | 1      | 5     |
| 14    | Botswana       | 1  | 1      | 3      | 5     |
| 15    | Liberia        | 1  | 0      | 1      | 2     |
| =16   | Mozambique     | 0  | 1      | 0      | 1     |
| =16   | Maurice        | 0  | 1      | 0      | 1     |
| =18   | Namibie        | 0  | 0      | 3      | 3     |
| =18   | Seychelles     | 0  | 0      | 3      | 3     |
| 20    | Madagascar     | 0  | 0      | 2      | 2     |
| =21   | Lesotho        | 0  | 0      | 1      | 1     |
| =21   | Togo           | 0  | 0      | 1      | 1     |
| Total | 22 nations     | 46 | 46     | 44     | 136   |

## Résultats handi-sports
27 épreuves ont été disputées dont 19 pour les hommes et 8 pour les femmes.

### Hommes
| Épreuves                  | Or                             | Argent                             | Bronze                         |
| ------------------------- | ------------------------------ | ---------------------------------- | ------------------------------ |
| 200 m T 11                | Shikongo Ananias 23 s 63       | Octavio Dos Santos 23 s 69         | Rotawo Olusegun 25 s 77        |
| 400 m T 11                | Octavio Dos Santos 51 s 60     | Armando José 52 s 38               | Shikongo Ananias 53 s 07       |
| 200 m T 12                | Ademeora Adesoji 22 s 63       | Henry Nzungi Mwendo 23 s 03        | Aloisius Martin 23 s 31        |
| 400 m T 12                | Henry Nzungi Mwendo 49 s 82    | Mahmoud Khaldi 50 s 01             | Ademeora Adesoji 50 s 66       |
| 100 m T 37                | Sofiane Hamdi 11 s 84          | Mostafa Fathallah 12 s 09          | Mohamed Charmi 12 s 83         |
| 200 m T 37                | Stephanus Van der Merw 23 s 10 | Sofiane Hamdi 23 s 73              | Mostafa Fathallah 24 s 60      |
| 400 m T 37                | Sofiane Hamdi 54 s 89          | Mohamed Charmi 55 s 85             | Madjid Djemai 56 s 81          |
| 800 m T37                 | Mohamed Charmi 2 min 06 s 36   | Madjid Djemai 2 min 16 s 10        | Jonathan Sum 2 min 31 s 30     |
| 100 m T 46                | Suwaibidu Galadima 10 s 81     | Frank Johnwill 11 s 03             | Jean-Luc Noumbo 11 s 16        |
| 200 m T 46                | Suwaibidu Galadima 22 s 36     | Bashiru Yunusa 22 s 43             | Adeji Saïdi 22 s 44            |
| 400 m T 46                | Hermas Cliff Muvunyi 50 s 28   | Bashiru Yunusa 50 s 73             | Frederick Kimou Addoh 50 s 90  |
| 800 m T 46                | Abraham Tarbei 1 min 55 s 33   | Hermas Cliff Muvunyi 1 min 56 s 00 | Tesfalem Gebru 1 min 56 s 39   |
| 1 500 m T 46              | Jonah Chesum 3 min 55 s 46     | Abraham Tarbei 3 min 56 s 43       | Wondye Fikre 3 min 57 s 39     |
| 5 000 m T 46              | Abraham Tarbei 14 min 00 s 53  | Jonah Chesum 14 min 02 s 03        | David Emong 14 min 25 s 49     |
| 1 500 m T 53-54           | Ahmed Aouadi 3 min 26 s 08     | Patrick Yaw Obeng 3 min 27 s 97    | Felix Acheanpong 3 min 34 s 12 |
| Lancer du poids F 37-38   | Ibrahim Abdelwareth 15,01 m    | Hamdi Ouerfelli 13,47 m            | Timipreye Ekpekei 8,79 m       |
| Lancer du poids F 57-58   | Michael Louwrens 13,23 m (F57) | Redouane Aït Saïd 14,56 m (F58)    | Silver Ezeikpe 13,91 m (F58)   |
| Lancer du disque F 57-58  | Metaweâ Abulkhair 52,46 m      | Mahmoud El Attar 46,20 m           | Samuel Shodamola 45,37 m       |
| Lancer du javelot F 57-58 | Salem Raed 45,52 m             | Silver Ezeikpe 44,10 m             | Mahmoud El Attar 42,00 m       |

### Femmes
| Épreuves                    | Or                          | Argent                     | Bronze                       |
| --------------------------- | --------------------------- | -------------------------- | ---------------------------- |
| 100 m T 11-12               | Deborah Adewale 12 s 35     | Esperança Gicaso 12 s 94   | Mary Awaza 12 s 96           |
| 200 m T 11-12               | Deborah Adewale 25 s 49     | Mary Awaza 26 s 82         | Maria Muchavo 27 s 44        |
| 400 m T 11-12               | Deborah Adewale 57 s 09     | Najah Chouaya 60 s 97      | Mary Awaza 61 s 22           |
| 100 m T 13                  | Christine Akullo 13 s 24    | Tagarira Nyaradzal 13 s 40 | Lynda Hamri 13 s 42          |
| 400 m T 53-54               | Ajara Mohamed 61 s 36       | Patricia Nnaji 63 s 16     | Samira Berri 63 s 47         |
| 1 500 m T 53-54             | Ajara Mohamed 4 min 07 s 50 | Samira Berri 4 min 17 s 51 | Anita Fordjour 4 min 27 s 06 |
| Lancer du poids F 40        | Raoua Tlili 9,15 m          | Lauritta Onye 7,01 m       | Fatiha Mahdi 6,19 m          |
| Lancer du disque F 32-33-34 | Yousra Ben Jemaâ 22,69 m    | Wadjda Benoumsaâd 19,98 m  | Monia Kasmi 9,80 m           |

### Tableau des médailles
| Rang  | Nation         | Or | Argent | Bronze | Total |
| ----- | -------------- | -- | ------ | ------ | ----- |
| 1     | Nigeria        | 6  | 7      | 8      | 21    |
| 2     | Tunisie        | 4  | 5      | 2      | 11    |
| 3     | Kenya          | 4  | 3      | 1      | 8     |
| 4     | Égypte         | 3  | 2      | 2      | 7     |
| 5     | Algérie        | 2  | 4      | 4      | 10    |
| 6     | Ghana          | 2  | 0      | 2      | 4     |
| 7     | Afrique du Sud | 2  | 0      | 0      | 2     |
| 8     | Angola         | 1  | 3      | 0      | 4     |
| 9     | Rwanda         | 1  | 1      | 0      | 2     |
| 10    | Namibie        | 1  | 0      | 2      | 3     |
| 11    | Ouganda        | 1  | 0      | 1      | 2     |
| =12   | Cameroun       | 0  | 1      | 0      | 1     |
| =12   | Zimbabwe       | 0  | 1      | 0      | 1     |
| =14   | Éthiopie       | 0  | 0      | 2      | 2     |
| =14   | Côte d'Ivoire  | 0  | 0      | 2      | 2     |
| 16    | Mozambique     | 0  | 0      | 1      | 1     |
| Total | 16 nations     | 27 | 27     | 27     | 81    |